# Распоряжение Правительства Российской Федерации

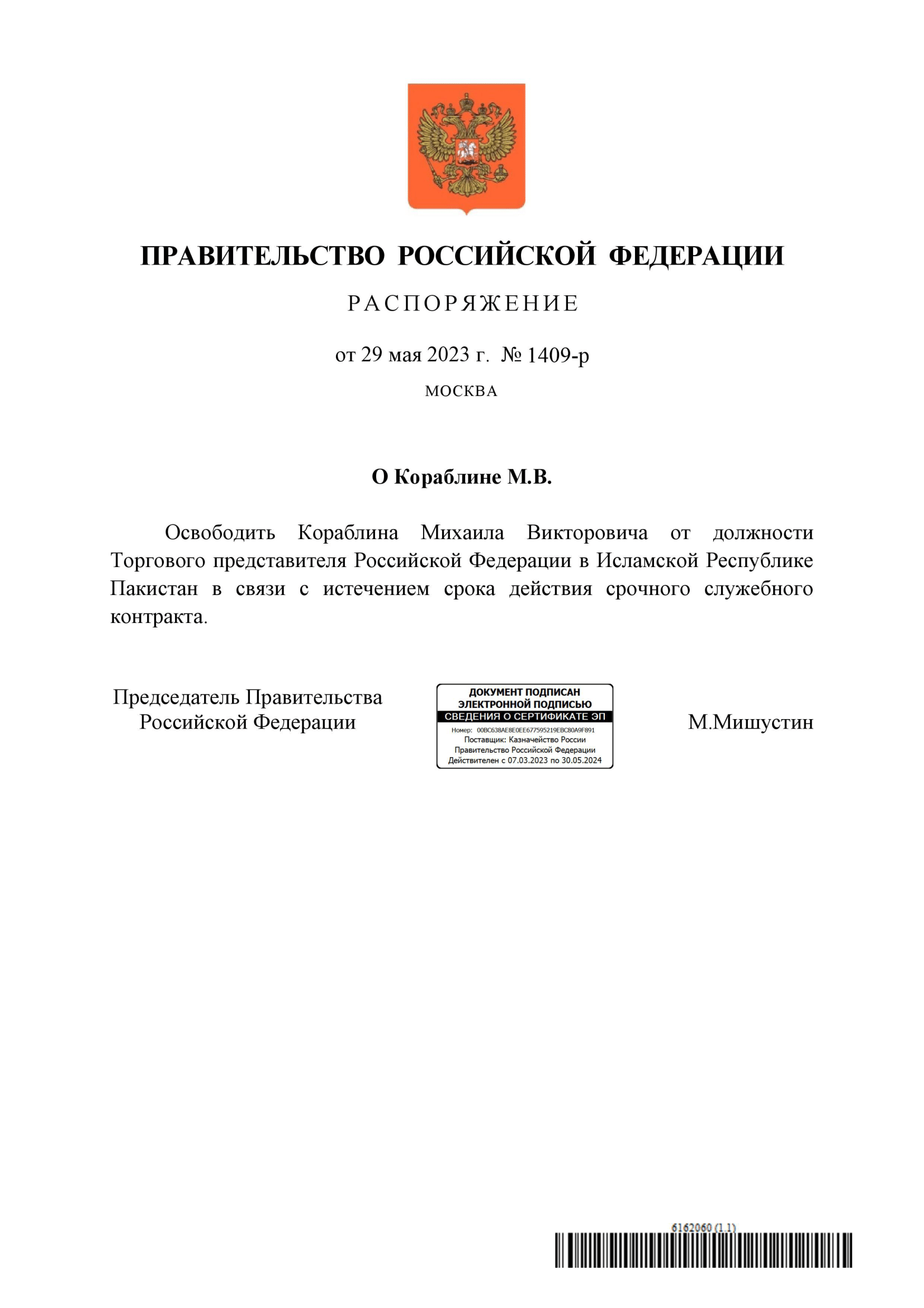
Внешний вид на бумажном носителе распоряжения Правительства Российской Федерации от 29.05.2023 № 1409-р.

Распоряжение Правительства Российской Федерации — акт не нормативного характера, по оперативным и другим текущим вопросам, издаваемый Правительством России на основании и во исполнение Конституции России, федеральных конституционных законов, федеральных законов, указов, распоряжений и поручений Президента России.
Распоряжения Правительства России подписывается Председателем Правительства. Заместитель Председателя Правительства - Руководитель Аппарата Правительства подтверждает подлинность подписанных Председателем Правительства распоряжений Правительства своей визой .
Они вступают в силу одновременно на всей территории страны, если такими актами не предусмотрен иной порядок их вступления в силу. Распоряжения Правительства обязательны для исполнения на всей территории России. Они могут быть отменены Президентом  в случае их противоречия Конституции Российской Федерации, федеральным конституционным законам, федеральным законам, указам и распоряжениям Президента. Распоряжения Правительства могут быть обжалованы в суд, а также признаны не соответствующими Конституции решением Конституционного суда России.
Распоряжения Правительства РФ подлежат обязательному официальному опубликованию, кроме распоряжений или отдельных их положений, содержащих сведения, составляющие государственную тайну, или сведения конфиденциального характера. Распоряжения Правительства Российской Федерации в течение 10 дней после дня их подписания подлежат официальному опубликованию в "Российской газете", Собрании законодательства Российской Федерации и на "Официальном интернет-портале правовой информации" (www.pravo.gov.ru), функционирование которого обеспечивает ФСО России, а при необходимости немедленного широкого их обнародования доводятся до всеобщего сведения через средства массовой информации безотлагательно. Контроль за правильностью и своевременностью опубликования распоряжений Правительства РФ осуществляет Аппарат Правительства РФ
Распоряжения Правительства РФ, затрагивающие права, свободы и обязанности человека и гражданина, устанавливающие правовой статус организаций, вступают в силу одновременно на всей территории Российской Федерации по истечении семи дней после дня их первого официального опубликования. Иные акты Правительства РФ, в том числе акты, содержащие сведения, содержащие государственную тайну, или сведения конфиденциального характера, вступают в силу со дня их подписания. В распоряжениях Правительства РФ может быть установлен другой порядок вступления их в силу.
В название распоряжения включается его регистрационный номер с буквенным индексом -р и дата подписания председателем Правительства. Нумерация распоряжений последовательна, но не является сквозной, а возобновляется с номера 1 каждый год, поэтому наиболее краткой корректной ссылкой на распоряжение может быть его номер и год принятия. К индексу -р распоряжения, содержащего государственную тайну, добавляется буква «с» и выглядит так: -рс.

## Количество
На 24 июня 2024 года по данным с «Официального интернет-портала правовой информации» (www.pravo.gov.ru) в Российской Федерации с 26.12.1993 года действует чуть более 54 465 распоряжений.